# Ladyginia
- Commons
- Wikispecies

Ladyginia é um género botânico pertencente à família Apiaceae.
1. ↑  «Ladyginia — World Flora Online». www.worldfloraonline.org. Consultado em 19 de agosto de 2020